# Air Raiders
Segundo alguns, esse foi o único jogo genuinamente criado pela Atari. Foi um verdadeiro simulador de voo e de combate. Não era nada fácil controlar o avião, mesmo com o simples controle do Atari. Foi programado por Larry Zwick e originalmente chamado de Air Battle